# رابرت د کلاری
رابرت د کلاری (انگلیسی: Robert de Clari; ۱ ژانویهٔ ۱۱۷۰ – ۱ ژانویهٔ ۱۲۱۶) تاریخ‌نگار، نویسنده، و شوالیه اهل فرانسه بود که کتاب La Conquête de Constantinople اثر اوست.